# Iwan Erdeli
Iwan Gieorgijewicz Erdeli  (ros. Иван Георгиевич Эрдели; ur. 3 października?/15 października 1870 we wsi Gajewka (gubernia chersońska), zm. 3 lipca 1939 w Paryżu) – rosyjski wojskowy, generał kawalerii, dowódca 11 i Specjalnej Armii w czasie I wojny światowej.

## Życiorys
Urodził się we wsi Gajewka (gubernia chersońska) w rodzinie szlacheckiej pochodzącej z Węgier. W 1887 roku ukończył Mikołajewski Korpus Kadetów.
W 1888 roku wstąpił do wojska, gdzie ukończył w 1890 Nikołajewską Szkołę Kawalerii. Po ukończeniu szkoły został wcielony do Lejb-Gwardyjskiego Pułku Huzarów Jego Wysokości, gdzie był oficerem. W 1895 został skierowany do Nikołajewskiej Akademii Sztabu Generalnego, którą ukończył w 1897 roku, po czym odbył praktykę dowódczą w 26 pułku dragonów w latach 1897–1899.
Po ukończeniu praktyki dowódczej był oficerem do zleceń sztabu Kaukaskiego Okręgu Wojskowego. W latach 1900–1905 był st. adiutantem w sztabie generała–inspektora kawalerii Wielkiego Księcia Mikołaja Mikołajewicza. W latach 1905–1907 był naczelnikiem kancelarii Rady Obrony Państwa.
W 1907 przechodzi do służby liniowej i zostaje dowódcą 8 Astrachańskiego Pułku Dragonów, a od 1910 dowódcą Lejb-Gwardyjskiego Pułku Dragonów, funkcję tę pełni do 1912 roku.
W 1912 został generałem-kwatermistrzem sztabu wojsk gwardii i jednocześnie pełnił taką samą funkcję w sztabie Petersburskiego Okręgu Wojskowego i funkcję tę pełnił do wybuchu I wojny światowej.
W momencie wybuchu I wojny światowej na bazie sztabu Petersburskiego Okręgu Wojskowego, zorganizowano dowództwo i sztab 6 Armii, w dniu 19 lipca 1914 został jej generałem-kwatermistrzem, funkcję tę pełnił 9 sierpnia 1914, a potem przeszedł na identyczne stanowisko w 9 Armii.
W dniu 18 października 1914 roku został dowódcą 14 Dywizji Kawalerii dowodząc ją do maja 1915 roku. W dniu 13 maja 1915 roku został dowódcą 2 Dywizji Kawalerii Gwardii, a w dniu 23 listopada 1916 roku dowódcą 64 Dywizji Piechoty i funkcję tę pełnił do 6 kwietnia 1917 roku.
W dniu 6 kwietnia 1917 roku został dowódcą 18 Korpusu Armijnego i funkcję tę pełnił do 30 maja 1917 roku, kiedy został mianowany dowódcą 11 Armii, choć faktycznie objął to stanowisko w dniu 4 czerwca i pełnił je do 9 lipca 1917 roku, dowodząc nią wziął udział w ostatniej ofensywie rosyjskiej przeciwko wojskom niemieckim. Następnie 12 lipca 1917 roku został dowódcą Armii Specjalnej. W dniu 29 sierpnia 1917 roku za uczestnictwo w puczu gen. Korniłowa odsunięty od dowodzenia armią i aresztowany. Przebywał w więzieniu w  twierdzy w Bychowie do wybuchu rewolucji październikowej, kiedy wraz z innymi aresztowanymi zbiegł z więzienia i udał się na południe Rosji.
W grudniu 1917 roku wziął udział w organizowania Armii Ochotniczej. Wziął udział w marszu na Kubań, po czym był przedstawicielem Armii Ochotniczej przy władzach Kraju Kubańskiego. W marcu 1918 roku został dowódcą Samodzielnej Brygady Kawalerii Armii Ochotniczej, jedynej ówcześnie brygady kawalerii w Armii Ochotniczej. W kwietniu 1918 r. dowodzona przez niego jednostka brała udział w nieudanym szturmie Jekaterynodaru. Kiedy w maju 1918 roku brygada została rozwinięta w 1 Dywizję Kawalerii został jej dowódcą i dowodził nią do sierpnia 1918 roku. W tym czasie wziął udział w tzw. drugim marszu kubańskim, walcząc z północnokaukaskimi oddziałami Armii Czerwonej pod dowództwem Iwana Sorokina i przyczyniając się do zdobycia Jekaterynodaru przez białych w sierpniu 1918.
Następnie był w dyspozycji dowództwa armii. W styczniu 1919 roku udał się na Zakaukazie w celu nawiązania łączności z dowództwem wojsk interwencyjnych Ententy. W maju 1919 roku został dowódcą wojsk na Północnym Kaukazie, którą pełnił do kwietnia 1920 roku, a w dniu 24 sierpnia 1920 roku został ewakuowany na Krym. Od dnia 25 kwietnia 1920 roku był w dyspozycji dowództwa Sił Zbrojnych Południa Rosji.
Po klęsce białych wyjechał do Francji. Będąc na emigracji był czynnym uczestnikiem Rosyjskiego Związku Ogólnowojskowego, w 1934 roku został przewodniczącym I oddziału tego związku. W 1937 roku był przewodniczącym specjalnej komisji do zbadania działalności agenta NKWD gen. Skoblina.
Zmarł w Paryżu i został pochowany tam na cmentarzu w Sainte-Geneviève-des-Bois.

## Awanse
- kornet (Корнет) (10.08.1890)
- porucznik  (Поручик) (10.08.1894)
- sztabs–rotmistrz (Штабс-ротмистр) (6.12.1895)
- rotmistrz gwardii (Ротмистр гвардии) (6.12.1897)
- podpułkownik Sztabu Generalnego (Подполковник) (27.11.1899 – ze starszeństwem od 6.12.1897)
- pułkownik  (Полковник) (6.12.1905)
- generał major  (Генерал-майор) (15.05.1910)
- generał porucznik (Генерал-лейтенант) (15.05.1916)
- generał kawalerii (Генерал от кавалерии) (18.06.1917)

## Odznaczenia
- Order Św. Stanisława kl. I z mieczami (19.02.1915)
- Order Św. Stanisława kl. III (1900)
- Order Św. Anny kl. I z mieczami (9.04.1915)
- Order Św. Anny kl. II (1905)
- Order Św. Anny kl. III (1903)
- Order Św. Włodzimierz kl. II z mieczami (19.04.1916)
- Order Św. Włodzimierza kl. III (14.04.1913)
- Order Św. Włodzimierza kl. IV (14.02.1910)
- Order Lwa i Słońca kl. II (1906)